# ロバート・M・フリン
ロバート・M・フリン（Robert M.Flynn、1920年3月12日 - 2009年2月7日）は、宗教家・英語教育者。プログレス・イン・イングリッシュなどを中心とした著作活動 や教育活動を行っていた。

## 生涯
1920年、ニューヨーク市生まれ。カトリック、イエズス会の私立高等学校（4年制）を卒業後、1937年8月14日、イエズス会に入る、フォーダム大学（ニューヨーク市、2年間、文学専攻）、セントルイス大学（ミズーリ州、3年間、哲学専攻）で学ぶ。卒業後、ニューヨークの高校で英語、ラテン語、ギリシャ語、宗教を3年間教え、ベルギーとドイツに留学して神学を勉強する。1950年8月24日、Eegenhoven（ベルギー）にて司祭叙階。
1952年10月29日、神父として来日。イエズス会のミッションスクールである六甲中学校・高等学校や泰星中学校・高等学校で35年間英語を教え、その指導実践の中から、オーラル・コグニティブ・アプローチに基づいた教科書『プログレス・イン・イングリッシュ』全6巻を著す。高校生・中学生対象の英語によるスピーチのカリスマ指導者であり、その成果は関係者の間では有名。ネイティブによる発音とユニークな内容を盛り込んだスピーチで、全国レベルから地方レベルに及ぶ数々の英語弁論大会で、同高校生・中学生に多くの賞を受賞させた。1988年より津和野カトリック教会にて主任司祭を務めた後、萩、山口の教会にて司牧。六甲学院高等学校のバスケットボール部のOB会は氏の名前を付け「フリン杯」と呼ばれている。晩年は東京都練馬区上石神井のイエズス会ロヨラハウスにて静養していた。
2009年2月7日にロヨラハウスにて、88歳で帰天。

## 代表的な書籍
- 『プログレス・イン・イングリッシュ』シリーズ
- ロバート・フリン　あるカトリック神父の足跡

## 脚註
1. ↑  六甲学院ホームページ　学校生活
2. 1 2 3 4 5  “プログレスの成り立ちと内容”.  茗渓予備校. 2016年7月14日閲覧。

　　3. ロバート・フリン　2002年5月3日　第一刷発行　ロバート・フリン出版会　代表者：福田信三　挿画：小川英紀